# أنجيلا هيويت
أنجيلا هيويت هي عازفة بيانو كندية، ولدت في 26 يوليو 1958 في أوتاوا في كندا.

## وصلات خارجية
- الموقع الرسمي
- أنجيلا هيويت على موقع IMDb (الإنجليزية)
- أنجيلا هيويت على موقع ميوزك برينز (الإنجليزية)
- أنجيلا هيويت على موقع أول ميوزيك (الإنجليزية)
- أنجيلا هيويت على موقع ديسكوغز (الإنجليزية)